# An Dun (Clashnessie)
Das An Dun bei Clashnessie ist ein, auch als „Promontory Dun“ bezeichnetes, kleines Dun – eine bronzezeitliche Festungsanlage aus Trockenmauerwerk. Es liegt am Westufer der Clashnessie Bay bei Clashnessie im Bezirk Assynt, auf einem Nord-Süd orientierten geologischen Aufschluss, zehn Meter über dem Meer, in Sutherland in Schottland.

## Beschreibung
Im Norden und Süden des Aufschlusses befinden sich schmale vertikale Klüfte. Ein schmaler, tief liegender Felshals verbindet den Aufschluss seitlich mit dem Festland. Im Norden hat sich ein Teil der Felswand vom Aufschluss gelöst. Bei Sturm aus dem Norden wird der Aufschluss zu einer Gezeiteninsel (englisch Tidal island).
Die früheste urkundliche Erwähnung des Clashnessie Dun stammt von Roy’s Assynt-Karte (etwa 1750), die es als bewohnt anzeigt. Roy markierte keines der anderen Promontory Duns oder der Brochs in Assynt. Es gibt Anzeichen für einen Damm zwischen der Küste und der Südwestecke des Aufschlusses. Das Dun selbst ist nur partiell erhalten und eine Rekonstruktion der verschiedenen, auch vorgelagerten Strukturen ist schwierig. Die Datierung erfolgte in die schottische Bronzezeit (2400–550 v. Chr.)
Ein 200 m langer und zwischen 60 und 90 m breiter Bereich des Festlandes neben dem Dun ist ein wenig höher als der Aufschluss, auf dem das Dun steht. Unterhalb liegt ein zwischen 70 und 100 m breiter sumpfiger Bereich. An beiden Enden liegt eine kleine Bucht. Die fragmentarischen Reste verschiedener Feldgrenzen sind in diesem Gebiet erkennbar. Es ist möglich, dass der Bereich der Anhöhe integraler Bestandteil des Duns war und die Mauern Reste eines Außenwerks sind.